# أليس بلات
أليس بلات (بالإنجليزية: Alyce Platt)‏ هي مغنية أسترالية، ولدت في 19 ديسمبر 1963 في ملبورن في أستراليا.

## وصلات خارجية
- أليس بلات على موقع IMDb (الإنجليزية)
- أليس بلات على موقع قاعدة بيانات الفيلم (الإنجليزية)